# Villa Juárez, Aguascalientes
Villa Juárez är en ort i Mexiko.   Den ligger i kommunen Asientos och delstaten Aguascalientes, i den centrala delen av landet, 400 km nordväst om huvudstaden Mexico City. Villa Juárez ligger 1 987 meter över havet och antalet invånare är 4 330.
Terrängen runt Villa Juárez är en högslätt. Runt Villa Juárez är det ganska tätbefolkat, med 90 invånare per kvadratkilometer. Närmaste större samhälle är Villa García, 13,9 km nordost om Villa Juárez. Trakten runt Villa Juárez består till största delen av jordbruksmark.